# Кільватерна колона

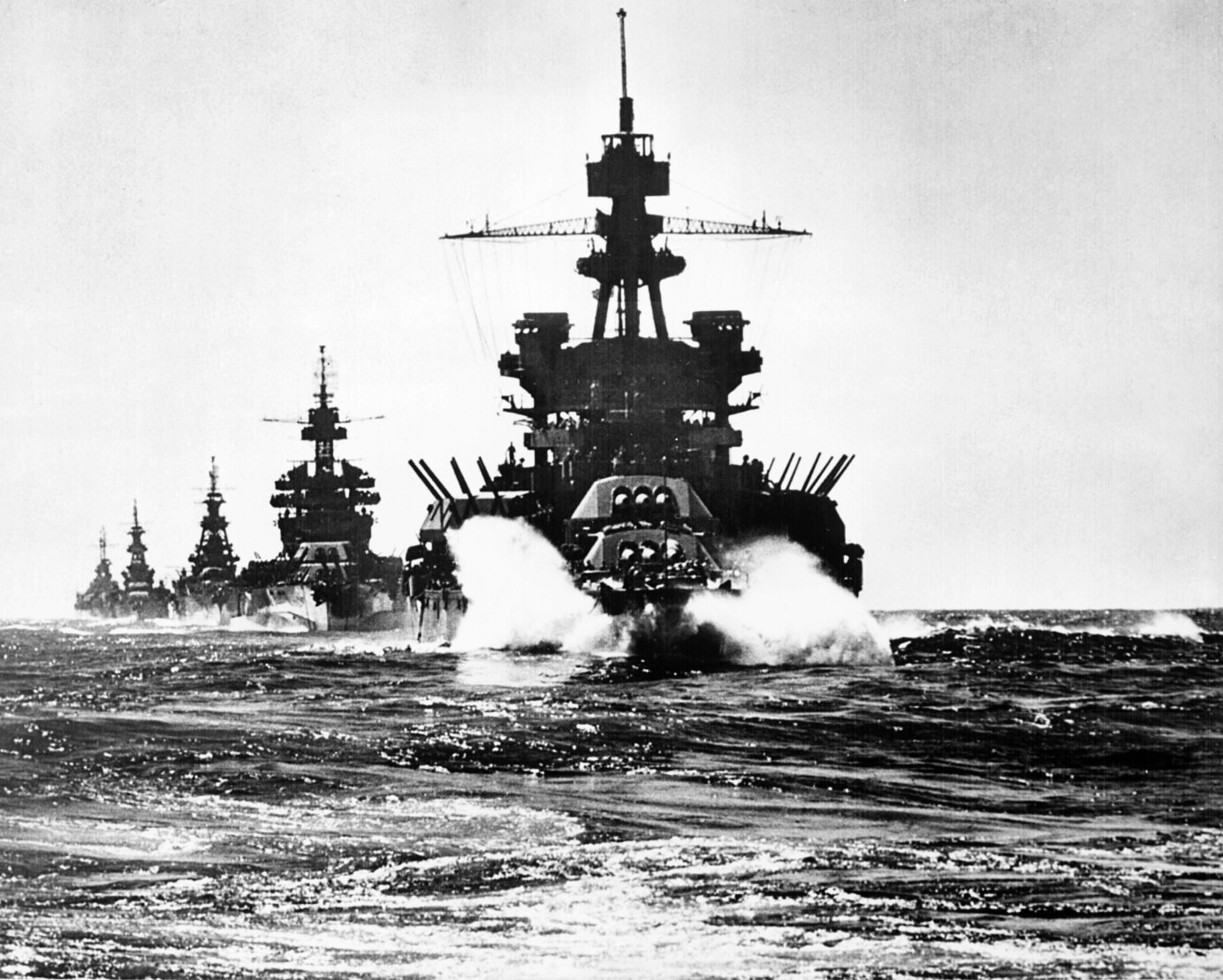
Лінійні кораблі американських ВМС прямують у кільватерній колоні до затоки Лінґайєн під час битви за Лусон. У похідному ордері лінкори «Пенсильванія», «Колорадо», важкі крейсери «Луїсвілл», «Портленд», легкий крейсер «Коламбія». Філіппінська операція. Січень 1945

Кільва́терна колона — бойовий порядок (похідний стрій) військових кораблів, при якому вони прямують один за одним на визначеній відстані (дистанції) у кільватерному струмені. Іноді це шикування кораблів мало назву анфіла́да (фр. enfilade — «низка»).
Кільватерна колона за часів вітрильного флоту була основною формою бойового порядку з'єднання кораблів (дивізіону, флотилії, ескадри, флоту) і звалася лінією баталії (анфіладою кораблів), тактика дій кораблів при цьому виді побудови порядку — лінійною тактикою морського бою.
Кільватерна колона є найпростішою формою бойового порядку для підтримання загальному строю на поході, тому що для вирівнювання швидкостей кермовому кожного наступного корабля (мателота) достатньо було лише правити в корму попередньому (тому, який йшов попереду) кораблю. Такий вид строю часто використовувався під час плавання у вузьких місцях, по фарватерах, під час подолання мінних полів.